# Marche harmonique
Ne doit pas être confondu avec Marche (genre musical).
Pour les articles homonymes, voir Marche.
En harmonie tonale, une marche harmonique, marche d'harmonie ou simplement marche est la reproduction d'un même dessin sur différents degrés. Dans sa forme la plus simple, la marche d'harmonie répète un accord à intervalles réguliers selon un mouvement parallèle.
Le premier motif est appelé le modèle ; chacun des autres motifs imitant le modèle est appelé reproduction ou imitation.
Une marche harmonique peut entraîner des modulations : lorsque la marche change de tonalité, il s'agit d'une marche modulante ; dans le cas contraire, on a affaire à une marche unitonale.

## Marche modulante
Une marche modulante est une marche harmonique dans laquelle les intervalles sont identiques, à la fois quant à leur chiffre et quant à leur qualificatif : le modèle est alors transposé purement et simplement.
Concernant le mouvement mélodique, le mouvement harmonique, ainsi que les règles de disposition et d'enchaînement des accords, la marche modulante doit respecter les règles habituelles de réalisation.

## Marche unitonale
Une marche unitonale (non modulante) est une marche harmonique dans laquelle le chiffre de chaque intervalle reste identique — par exemple, une tierce reste une tierce, une quarte reste une quarte, etc. —, mais le qualificatif varie en fonction du degré sur lequel cet intervalle est placé.
Dans l'extrait ci-contre, la tierce du premier accord du modèle est mineure (la-do), tandis que celle du premier accord de la première imitation est majeure (sol-si).
Dans la marche unitonale, la reproduction du modèle — qui en principe doit être observée dans toutes les parties — peut amener l'utilisation d'intervalles défendus : par exemple, la doublure de la sensible, l'utilisation d'intervalles mélodiques augmentés ou diminués, ou encore, le choix du VIIe degré comme fondamentale d'un accord — premier accord de la première imitation, dans notre exemple. Seuls le modèle et l'enchaînement à la première imitation doivent quant à eux, être correctement réalisés.
Dans le mode mineur, l'emploi de la sensible pouvant engendrer des intervalles difficiles d'intonation — seconde augmentée, quarte diminuée, etc. —, il sera souvent préférable, à l'occasion de certains enchaînements, de remplacer celle-ci par la sous-tonique, cette dernière autorisant l'utilisation des accords du IIIe et du VIIe degré — les deux accords de la première imitation, dans notre exemple. Alternativement, on peut réaliser un emprunt à la tonalité relative majeure.
Dans la pratique de la composition musicale, une progression comporte rarement plus de deux fois le motif à l'identique, la troisième fois étant fréquemment modifiée, voire présentant la sortie de la progression. Dans le cas contraire, l’oreille anticiperait la marche harmonique, ce qui nuirait à la richesse de l'audition.

## Différentes types de marches harmoniques

### Marche descendante en quinte
Les marches descendantes en quinte, également connues sous le nom de marches de "cercle des quintes", sont les types de marches les plus couramment utilisés, singulièrement étendues dans certaines œuvres de Claudio Monteverdi et Heinrich Schütz. Elle consiste généralement en une série d'accords dont les notes de basse ou "fondamentales" suivent un modèle de quintes descendantes (ou de quartes ascendantes).
Par exemple, si une séquence de quintes descendantes en do majeur commence par la note do, la note suivante sera fa, une quinte juste en dessous de la première note. Les notes suivantes seront le si, le mi, le la, le ré et ainsi de suite, en suivant un modèle de quintes descendantes.

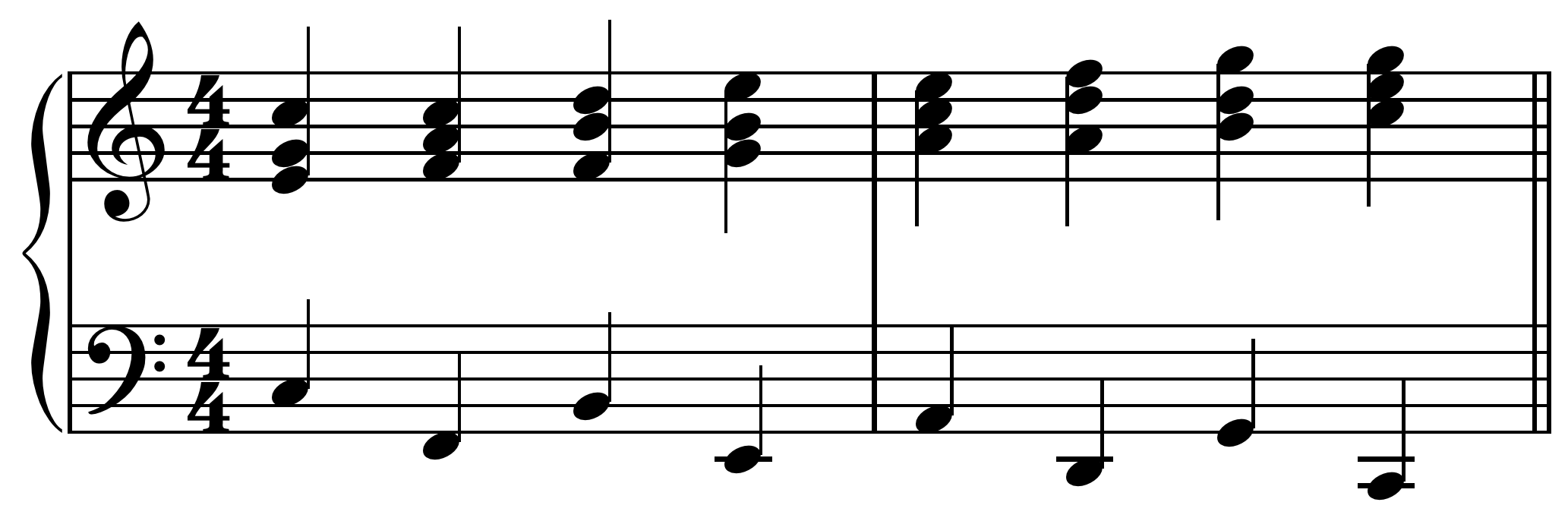
Une marche de quintes descendantes en do majeur. Remarquez le motif du "cercle de quintes" dans la portée inférieure.

### Marches ascendantes en quinte
La marche de quintes ascendantes, contrairement à la marche de quintes descendantes, consiste en un motif de quintes ascendantes (ou de quartes descendantes). Elle est beaucoup moins fréquente que la séquence de quintes descendantes.

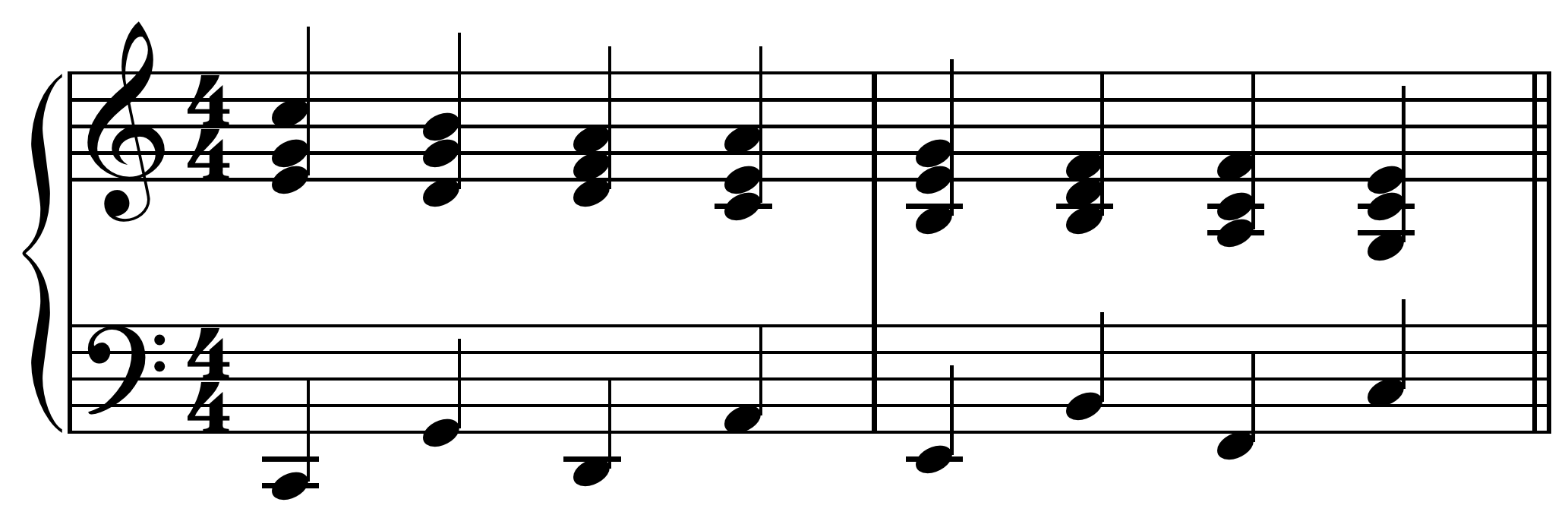
Une marche de quintes ascendantes en do majeur. Remarquez le motif de "cercle de quintes" dans la portée inférieure, similaire à la séquence de quintes descendantes, mais allant dans la direction opposée.

### Marches descendantes en 5-6
Les marches descendantes en 5-6, également connues sous le nom de marches de tierces descendantes, consistent en une série d'accords dont les notes de base descendent d'une tierce à chaque répétition séquentielle.

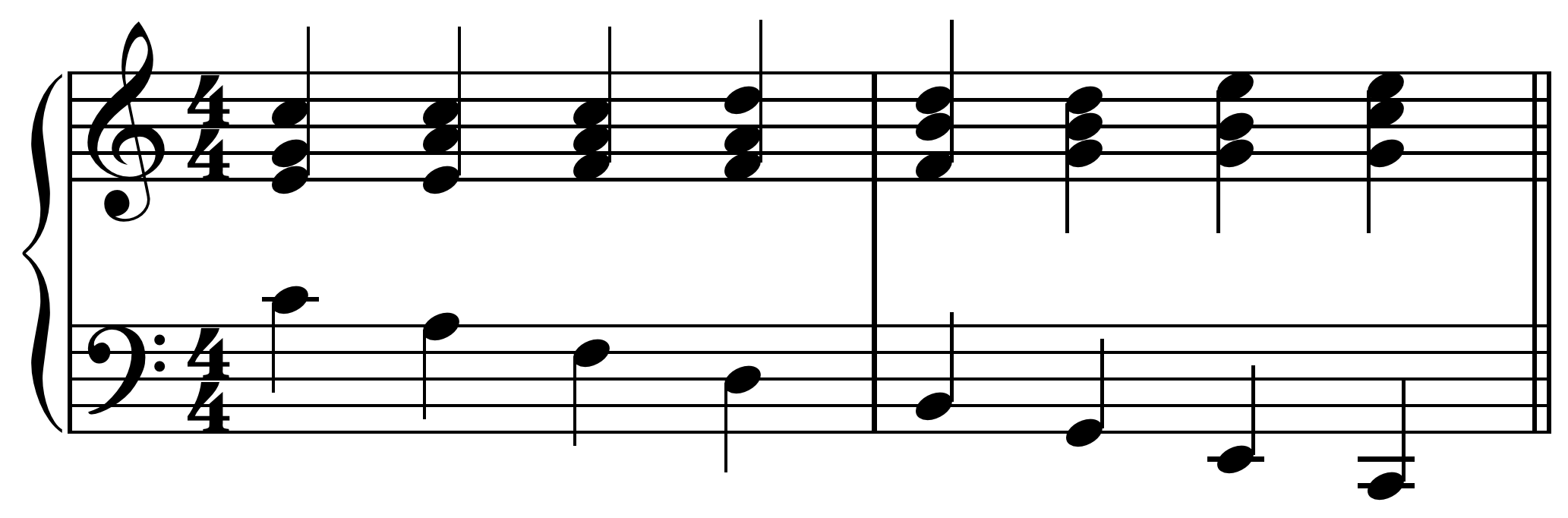
Motif de base d'une marche descendante en 5-6 (sans les accords intermédiaires) en do majeur. Le motif de la portée inférieure descend d'une tierce à chaque fois dans cette marche.

La marche n'est presque jamais sans ornement comme indiqué ci-dessus, mais est généralement remplie par des accords intermédiaires. La façon standard de remplir ce motif de tierces descendantes est d'interpoler un accord de premier renversement entre chacune de ces descentes de tierces. Le résultat est une ligne de basse qui descend continuellement par paliers, ce qui donne une basse chiffrée de '5-6', et donc la marche descendante standard en 5-6,.

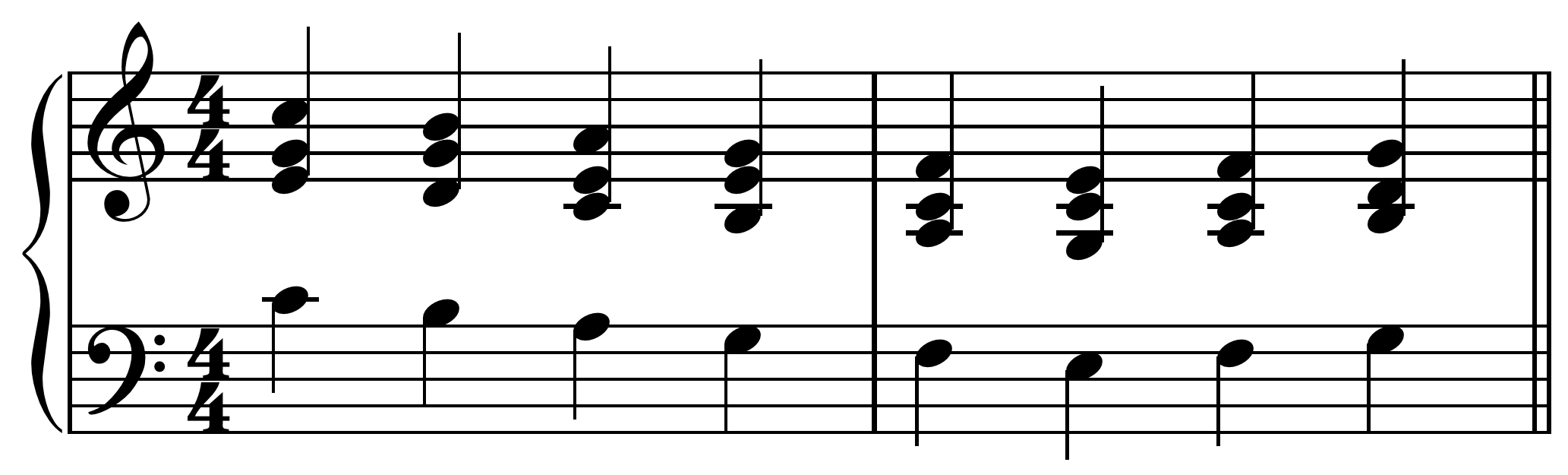
Marche descendaavec en 5-6 avec un accord sur deux en premier renversement. Remarquez la ligne de basse continue dans la portée inférieure.

Un sous-type important de la marche descendante en 5-6 est la variante en position fondamentale, également connue sous le nom de marche de Pachelbel, en raison de l'utilisation de cette séquence dans le Canon de Pachelbel. La marche de Pachelbel change les accords de premier renversement de la marche descendante en 5-6 en accords de position fondamentale, ce qui donne un motif de basse qui descend d'une quarte, puis remonte par paliers,.

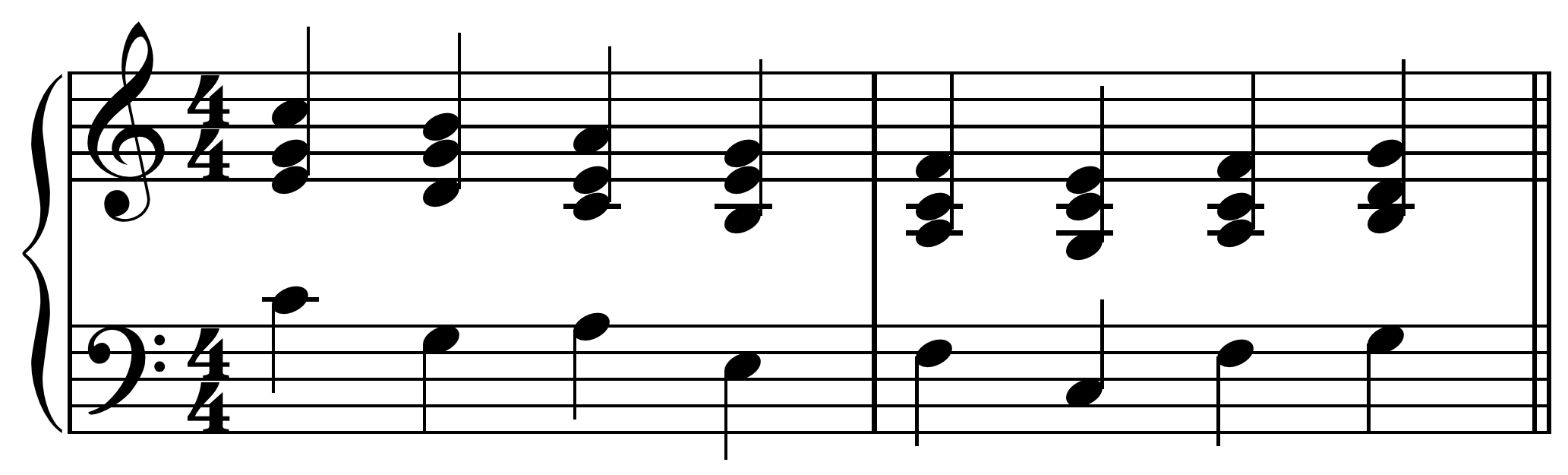
Variante de la position de la fondamentale de la marche descendante en 5-6 utilisée dans le Canon de Pachelbel. Les deux derniers accords ne font pas partie de la marche, mais constituent une cadence.

### Marche ascendante en 5-6
La marche ascendante en 5-6, comme la marche de quintes ascendantes, est une montée par paliers. Elle suit un modèle de mouvement de la racine d'une tierce vers le bas (généralement vers un accord de première inversion partageant la même note de basse que la première note) suivi d'un mouvement de la racine vers le haut d'une quarte. Cela se fait souvent en alternant la position de la fondamentale et les accords de premier renversement. La basse chiffrée est la même que la séquence descendante en 5-6, mais la basse elle-même suit un motif ascendant plutôt que descendant.

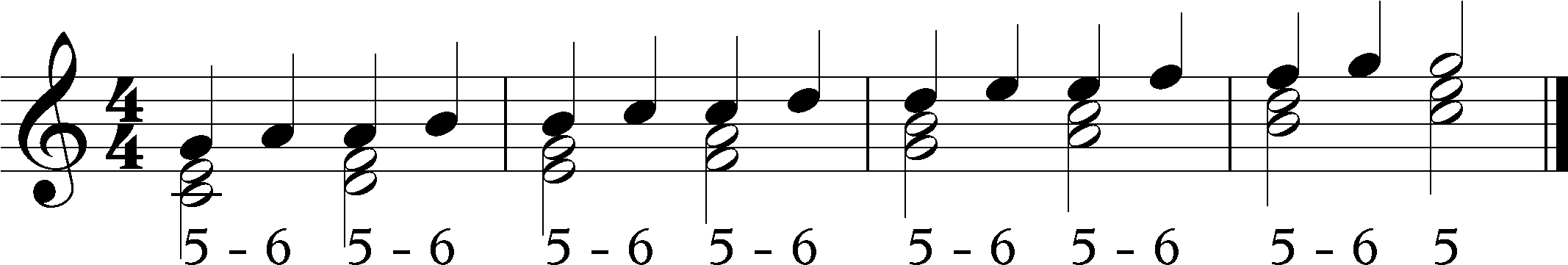
Image de la marche ascendante en 5-6 en musique.

L'utilisation d'un motif 5-6 similaire en dehors de la marche est assez courante et s'appelle la technique 5-6.

### Marches moins courantes
La marche de la comédie musicale the Sound of Music (également connue sous le nom de Rosalia) présente un mouvement de la fondamentale vers le haut d'une quarte suivi d'un mouvement de la fondamentale vers le bas d'une tierce. Les deux accords sont en position fondamentale. La marche est très similaire à la marche ascendante en 5-6 puisqu'elle permet également une ascension globale par paliers entre les triades parallèles, tout comme la marche ascendante en 5-6,.